# Сарлион (герцог Сполето)

Италия в X веке

Сарлион (Сарлионо, Сарибоно; итал. Sarlio, Saribono) — герцог Сполето в 940—943 годах.
По происхождению — дворянин из Прованса.
Согласно Лиутпранду Кремонскому, король Италии Гуго Арльский, у которого Сарлион служил дворцовым графом (лат. conte palatino), подговорил его поднять восстание против герцога Сполето Анскара, и для этих целей дал ему денег.
Сарлион женился на вдове предшествующего герцога Теобальда I, и приобрёл в Сполето многих сторонников.
В 940 году он открыто выступил против Анскара. Его войско подошло к Сполето. Анскар во главе вооруженного отряда атаковал мятежников, но потерпел поражение и был убит.
Сарлион стал герцогом Сполето, но правил недолго. В 943 году Гуго Арльский обвинил его в убийстве Анскара, приходившегося ему племянником, и сместил с должности. На его место был назначен Гумберт, внебрачный сын короля.
О дальнейшей судьбе Сарлиона есть три мнения: или он был убит по приказу Гуго Арльского, или пострижен в монахи, или назначен аббатом монастыря Фарфа и умер в 948 году.